# Morne Gommier
Le morne Gommier est un sommet d'origine volcanique situé sur la commune du Marin en Martinique.

## Géologie
Le morne Gommier était en activité au Miocène, entre −11 et −10 millions d'années, le dernier événement étant une coulée de lave en direction du hameau de La Duprey.

## Tourisme

### Point de vue du Morne Gommier
Un point de vue a été aménagé sur l'antécime sud à 271 m d'altitude. La plateforme aménagée offre une vue à 360° sur le Cul-de-Sac du Marin, Sainte-Lucie, le rocher du Diamant et le morne Larcher.

### Randonnée
Une randonnée classique depuis le morne Gommier est le chemin qui suit la ligne de crête jusqu'au morne Acca situé 2 km au sud-est.